# سيلسو برانداو
سيلسو برانداو هو رسام ومصور ومخرج برازيلي، ولد في 1951 في ماسايو في البرازيل.

## وصلات خارجية
- سيلسو برانداو على موقع IMDb (الإنجليزية)